# Cephenemyia
Cephenemyia is een vliegengeslacht uit de familie van de horzels (Oestridae).

## Soorten
- C. apicata Bennett and Sabrosky, 1962
- C. auribarbis

Edelherthorzel (Meigen, 1824)
- C. jellisoni Townsend, 1941
- C. macrotis Brauer, 1863
- C. phobifer (Clark, 1815)
- C. pratti Hunter, 1916
- C. stimulator

Reeënhorzel (Clark, 1851)
- C. trompe (Modeer, 1786)
- C. ulrichii Brauer, 1862